# Kecamatan Setu
Kecamatan Setu är ett distrikt i Indonesien.   Det ligger i provinsen Jawa Barat, i den västra delen av landet, 27 km sydost om huvudstaden Jakarta.